# Пьомбино
Пьомби́но (итал.  Piombino) — коммуна с 33 499 жителями в итальянской области Тоскана в провинции Ливорно. Главный центр Валь-ди-Корния и главный центр металлургической промышленности в Тоскане, это второй порт Тосканы после Ливорно.

## Географическое положение
Город Пьомбино лежит на берегу одноимённого пролива Тирренского моря, напротив острова Эльба. К северу от Пьомбино находятся руины этрусского города Популония и порт Порто-Баратти, на востоке простирается Маремма.
Соседние коммуны: Кампилья-Мариттима, Фоллоника, Сан-Винченцо, Суверето.
Покровительницей города и коммуны почитается святая Анастасия, празднование 8 мая.

## История
Территория современного Пьомбино населена с древних времён. В этрусском государстве Этрурия главным городом региона была Популония, ныне часть коммуны Пьомбино.
Название Пьомбино происходит от Популино (Малая Популония). Это имя маленькой деревне дали жители Популлонии, когда они нашли тут спасение от греческих пиратов, напавших на город в IX веке. Возможно также, что Пьомбино был основан остготами.
В 1022 году здесь возник монастырь святого Юстиниана.

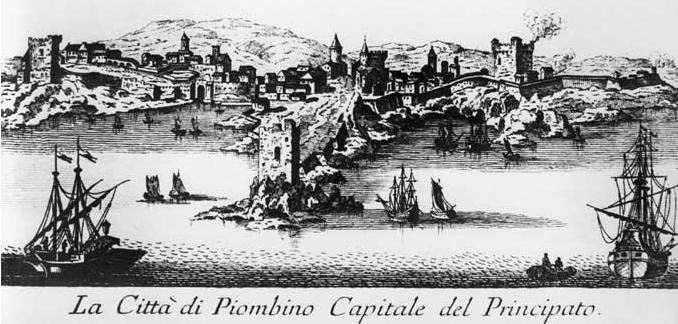
Гравюра. Около 1600 г. Пьомбинское княжество

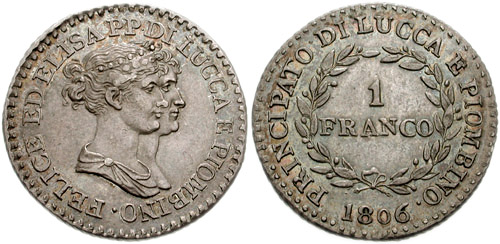
Монета княжества Пьомбино и Лукка, 1806 год

В позднее Средневековье Пьомбино был одним из множества городов-государств, как и Вольтерра, Сан-Джиминьяно и другие.
В 1115 году Пьомбино перешёл Пизанской республике, став её вторым главным портом. В XII-XIII веках во время конфликтов между Пизой и Генуей город неоднократно разграблялся. В 1248 году Уголино Арсопачи был прорыт морской канал.
В 1376 году город посетил папа римский Григорий XI по пути из Авиньона в Рим.
В 1399 году миланский герцог Джан Галеаццо Висконти отдал Пьомбино Жерардо Аппиани в благодарность за предательство им Пизы. Аппиани добился статуса независимого государства для Пьомбино, Скарлино, Суверето, Буриано, Бадия-аль-Фанго и островов Эльба, Пианоза и Монтекристо, сделав Пьомбино столицей и укрепив его. Этот статус город сохранял вплоть до 1634 года. Затем его унаследовал сын Аппиани Якопо II Аппиани, после его смерти правителем стал Ринальдо Орсини, женившийся на Катерине Аппиани в 1445 году и правивший до 1450 года. В 1501—1503 годах княжество принадлежало Чезаре Борджиа, затем вновь отошло семейству Аппиани. В 1509 году семейство Аппиани получило титул пфальцграфов Пьомбино.
После того как Козимо I Медичи занял город во время войны с Сиеной, в 1553 и 1555 годах объединённый французско-османский флот атаковал Пьомбино, но был отбит.
Мирный договор 1557 года восстановил Аппиани в правах, за исключением Портоферрайо, отданного герцогу Тосканскому, и Ортбетелло.
В 1594 году император Рудольф II пожаловал Пьомбино статус княжества, и первым князем стал Алессандро Аппиани Арагонский. В 1634 году этот титул перешел роду Людовичи, так как один из его членов, Николо I, женился на Полиссене Аппиани в 1632 году. В 1706 году титул был передан семейству Бонкомпаньи.
В 1801 году Наполеон упразднил княжество, и Пьомбино вместе с прочими землями был присоединён к вновь образованному королевству Этрурия.
В 1805 году Наполеон передал своей сестре Элизе Бачиокки, бывшее Пьомбинское княжество, ставшее княжеством Пьомбино и Лукки.
Венский конгресс 1815 года снова отдал город дому Бонкомпаньи-Людовичи. До 1860 года он находился в составе Великого герцогства Тосканского, а с 1860 года Пьомбино принадлежит Королевству Италия.
Во время Второй мировой войны, 10 сентября 1943 года, здесь прошло Пьомбинское сражение. Жители Пьомбино самоотверженно защищали город от фашистских захватчиков, вписав имя города в историю итальянского движения Сопротивления.
28 июля 2000 года город был награждён Золотой медалью за воинскую доблесть.

## Достопримечательности
религиозные:
- Кафедральный собор святого Анфима построенный в 1377 году пизанским архитектором Пьеро дель Грилло. Внутренняя часть с двумя нефами, а также монастырь украшены скульптурными работами Андреа Гварди (около 1470 г.). В соборе находятся склепы семейства Аппиани.

- Церковь Милосердия начала XIII века, является одним из самых древних религиозных памятников, сохранившихся на территории Пьомбино. Изначально церковь была посвящена святому Джованни Баттиста. В ходе веков она претерпела многочисленные реконструкции. В XVI веке к ней по желанию князя Якопо VI Аппиани была пристроена больница святой Троицы. В церкви хранится великолепное распятие работы XV века.

- Капелла Мадонны постройки 1499 года. Во время Великой чумы 1630 года здесь находилась городская больница.

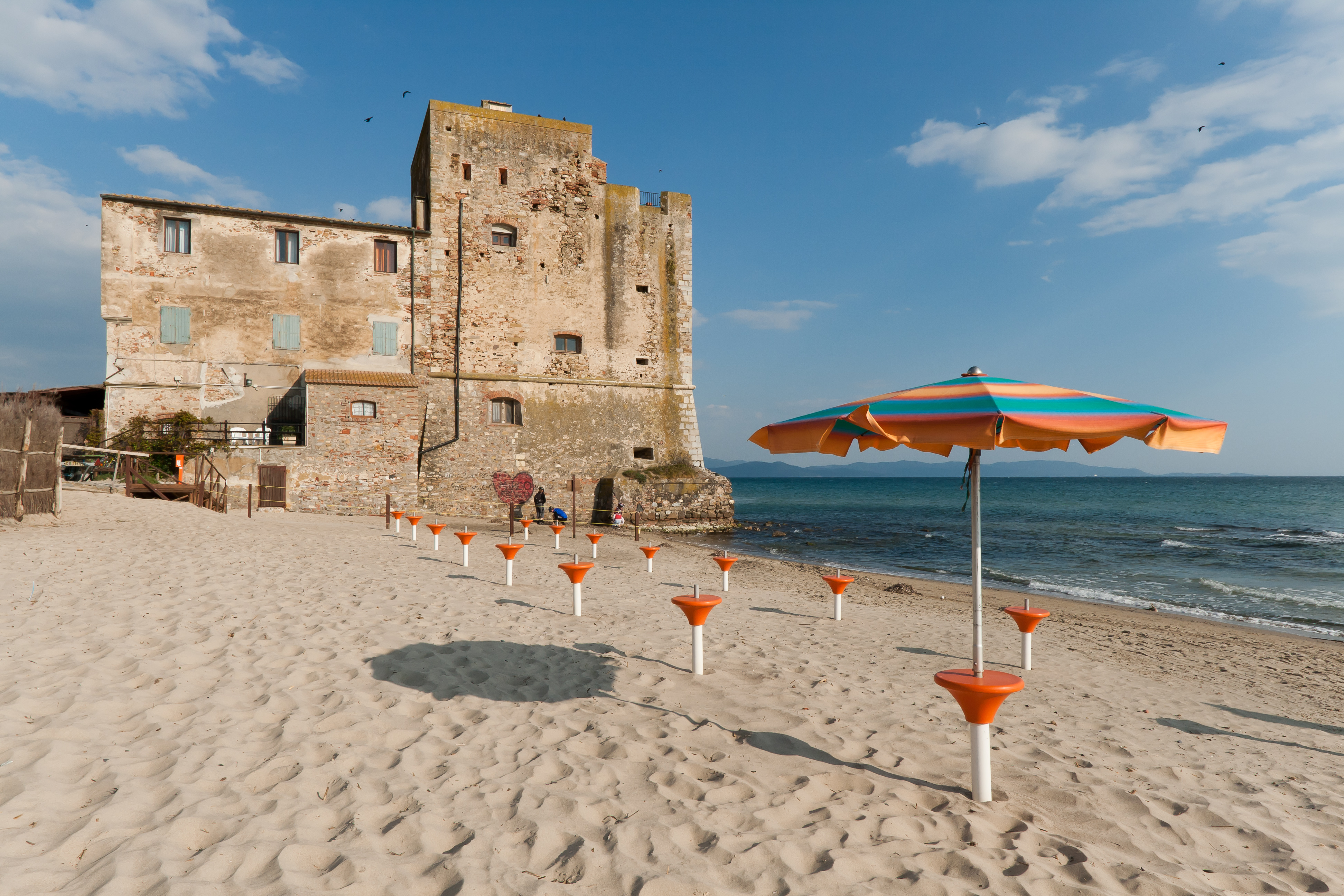
Береговая сторожевая башня XVI века

- Церковь святого Анфима, построенная в XIII веке богатой гильдией моряков.

гражданские:
- Ратуша, построенная в 1444 году. В холле находится портретная галерея князей Аппиани, а также картина «Мадонна с младенцем» (1575 г.) работы Джованни Мария Таччи. Часовая башня постройки 1598 года. И дворец и башня были отреставрированы в 1935 году архитектором Джованни Беллини.

- Дом створчатых окон постройки 1284—1289 годов является наряду с дворцом Мартиноди Бранкаччио единственным доказательством существования в Пьомбино гражданской архитектуры.

- Площадь Пьяцца Бовио, с которой открывается вид на побережье, а в ясные дни можно увидеть Корсику. На площади находится небольшой средневековый маяк

- Дворец князей Аппиани или Старый Дворец. Первоначально — резиденция князей Аппиани. В наши дни здесь располагается Институт Биологии и экологии моря и городской аквариум города Пьомбино.

военные:
- Главная крепостная башня (1212 год) — бывшие главные ворота города Пьомбино. На ней были укреплены колокола, возвещавшие жителей о грозящей им опасности.

- Равелин полукруглой формы постройки 1447 года, пристроенный Ринальдо Орсини к крепостной башне для лучшей защиты города.

- Крепость Пьомбино — памятник архитектуры, построенный флорентийским архитектором Андреа Гварди по принципу «город в городе», включавший в себя дворец, церковь, прочие здания и источники воды, между 1465-1470 годами по желанию князя Якопо III Аппиани. Сейчас от цитадели остались только внешние стены, обращённые к морю.

- Замок Пьомбино. Теперь в нём находится городской музей.

- Руины города Популония.

## Музеи
- Музей замка и города Пьомбино. Находится в замке Пьомбино. В нём выставлены предметы XIII века, найденные в ходе археологических раскопок.

- Археологический музей Популонии расположен в Новом Дворце. Собрание музея посвящено истории этрусской эпохи на территории Популонии. Среди наиболее ценных предметов амфора конца IV века, найденная в заливе Баратти в 1968 году.

При музее открыт центр экспериментальной археологии, занимающийся обработкой керамики и камней.
- Музей искусств Андреа Гварди. В музее выставлены работы Андреа Гварди, а также другие предметы искусства.

- Музей моря и городской аквариум Пьомбино

Основан в 1985 году в бывшем дворце князей Аппиани по инициативе муниципалитета и института биологии и экологии моря для знакомства с флорой и фауной Средиземного моря. Здесь же находится специализированная библиотека и аквариум, состоящий из 15 отдельных аквариумов, в которые накачивается морская вода из залива.
- Музей энтомологии

- Частная историческая коллекция Джаспарри

- В Пунта-Фальконе с 1975 года функционирует астрономическая обсерватория с мощным телескопом.

## Культура
- Традиционный карнавал в Пьомбино.
- Праздник Святой Анастасии, покровительницы города.
- Исторический костюмированный карнавал в июле
- Праздник рыбы в последнее воскресенье июля
- Праздник артишока
- «Август со вкусом» — гастрономическая выставка, посвящённая традиционной кухне и местным винам.
- Праздник летнего солнцестояния 21 июля
- «Костёр святого Джованни» — исторический праздник 22-23 июля.
- С 2005 года в Пьомбино проходит Международный видеофестиваль «Визионария»

## Экономика
В окрестностях Пьомбино и на острове Эльба с древних времён добывалась железная руда, поэтому основной отраслью промышленности до сих пор является металлургическая. Самое крупное предприятие города — сталепромышленный завод «Луккини» (Lucchini), крупнейшим акционером (49,2 %) которого является российская компания «Северсталь». Предприятие занимает территорию 12 км² и является вторым по размеру сталепромышленным заводом Италии. На нём занято 2500 человек и 5000 обслуживающего персонала.
Второе крупное предприятие — металлургический завод компании ArcelorMittal с 800 служащими.

### Туризм

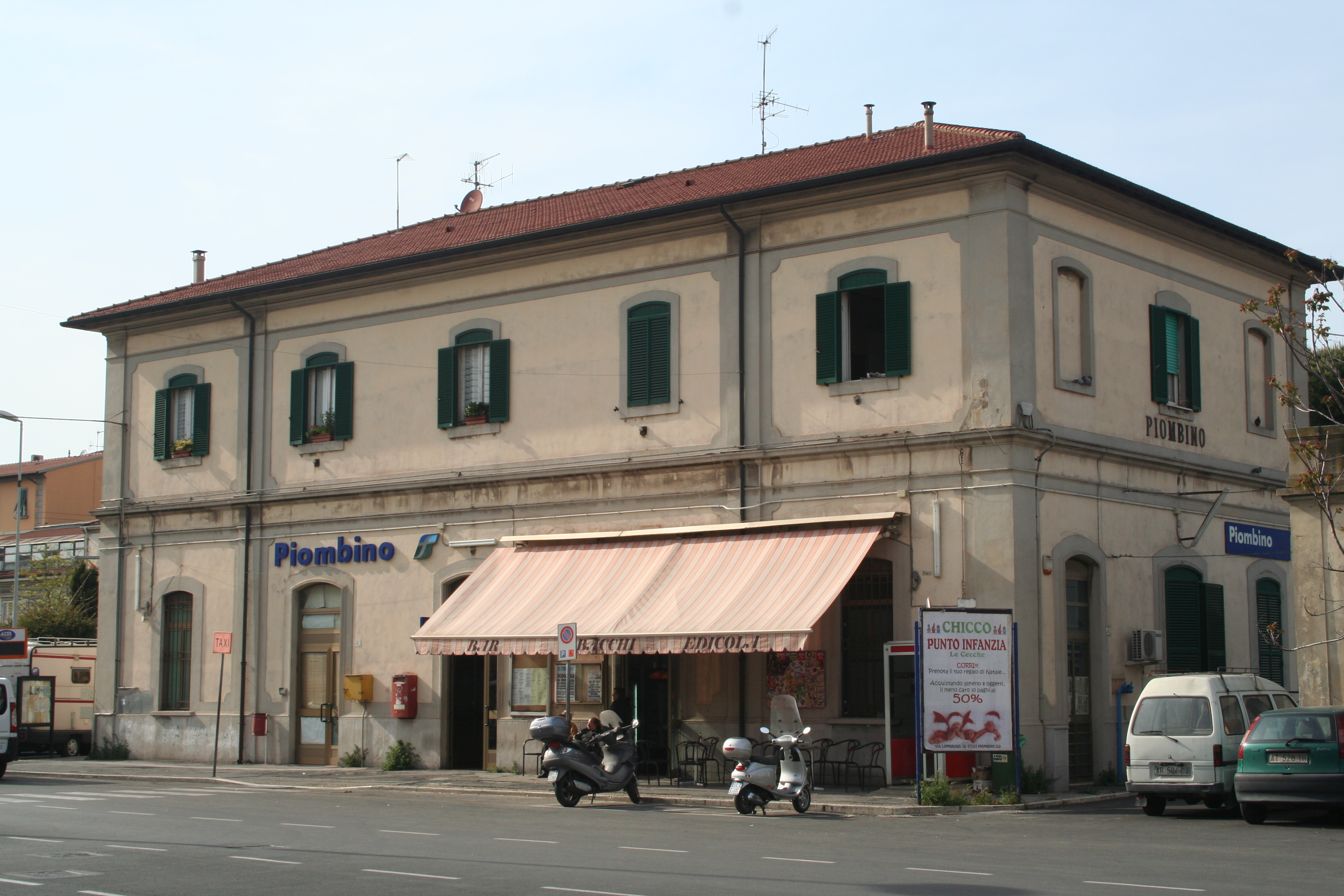
Здание железнодорожного вокзала

Туризм в Пьомбино осуществляется по нескольким основным направлениям:
- курортный туризм. Пляжи Пьомбино имеют голубые флаги, свидетельствующие об их чистоте,
- культурный туризм, прежде всего в историческом центре Пьомбино и окрестностях города Популония,
- экологический туризм в живописных окрестностях и парках,
- гастрономический туризм.

## Транспорт
Автомобильными дорогами Пьомбино связан с крупнейшими городами страны (близ города вдоль побережья Тирренского моря проходит автострада А12, входящая в европейский маршрут E80. Также в городе есть железнодорожная станция.
Порт Пьомбино является грузовым портом международного значения. Также осуществляются пассажирские перевозки на острова Эльба (Портоферрайо, Рио-Марина, Порто-Адзурро), Сардиния (Ольбия), Корсика (Бастия) и Пианоза и Капрая. Кроме него, в городе есть ещё несколько пристаней.

## Известные жители
В Пьомбино одно время жил итальянский певец Риккардо Фольи (1947). В XIX веке профессор Ликурго Каппелетти написал книгу «История Пьомбино до 1814 года», в благодарность за которую жители города учредили литературную премию его имени.

## Фотографии

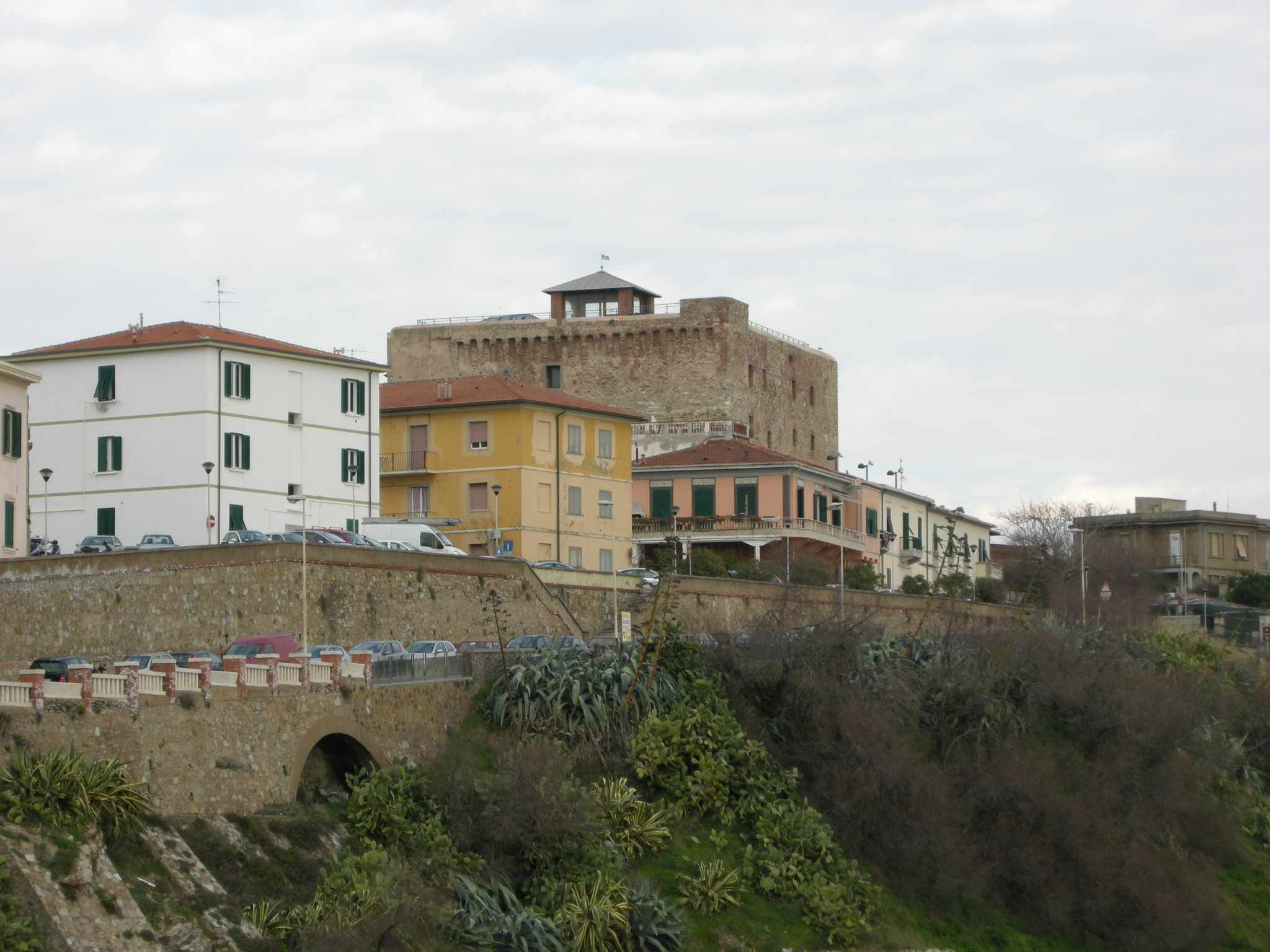
Крепость Пьомбино
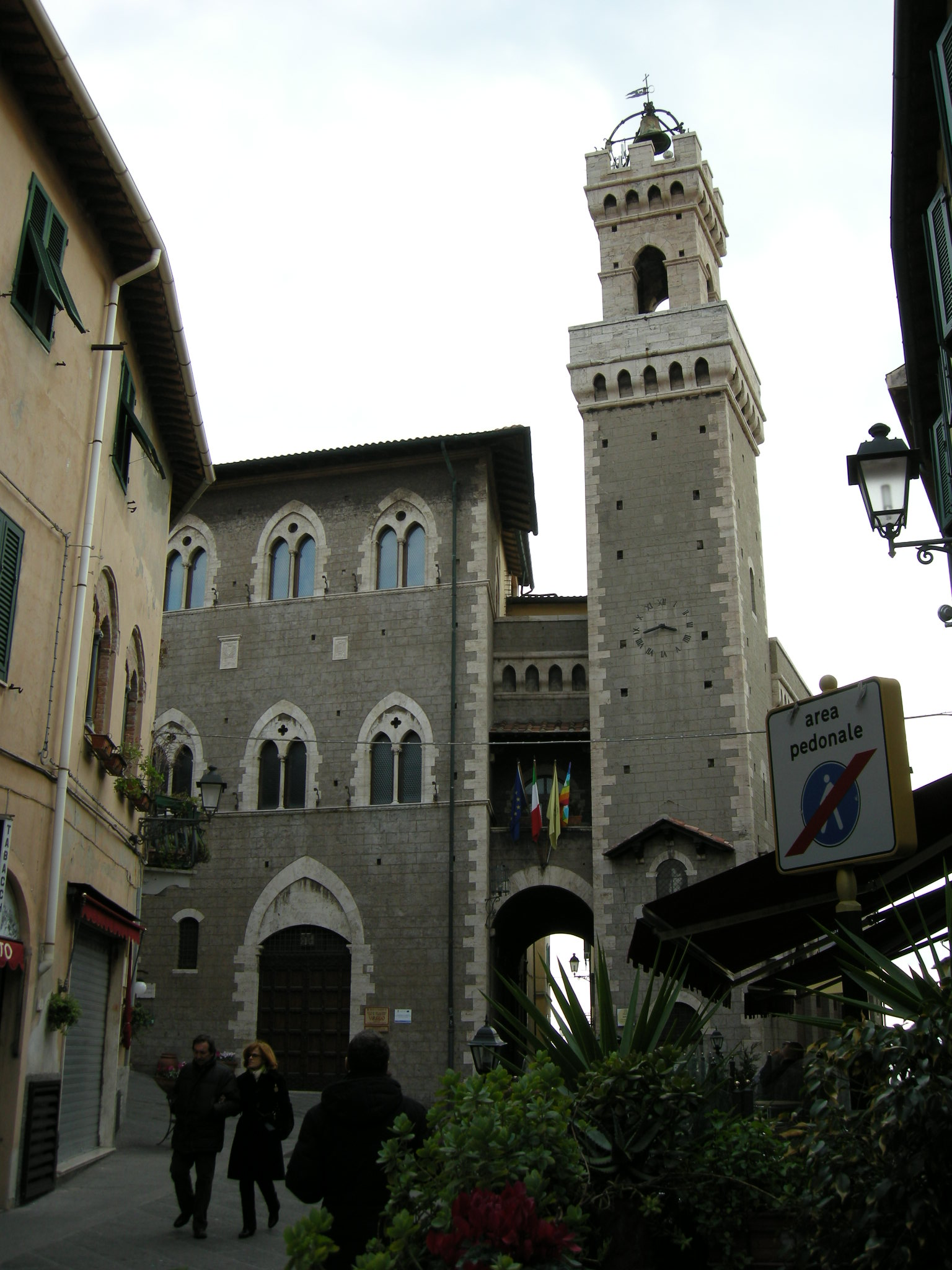
Ратуша
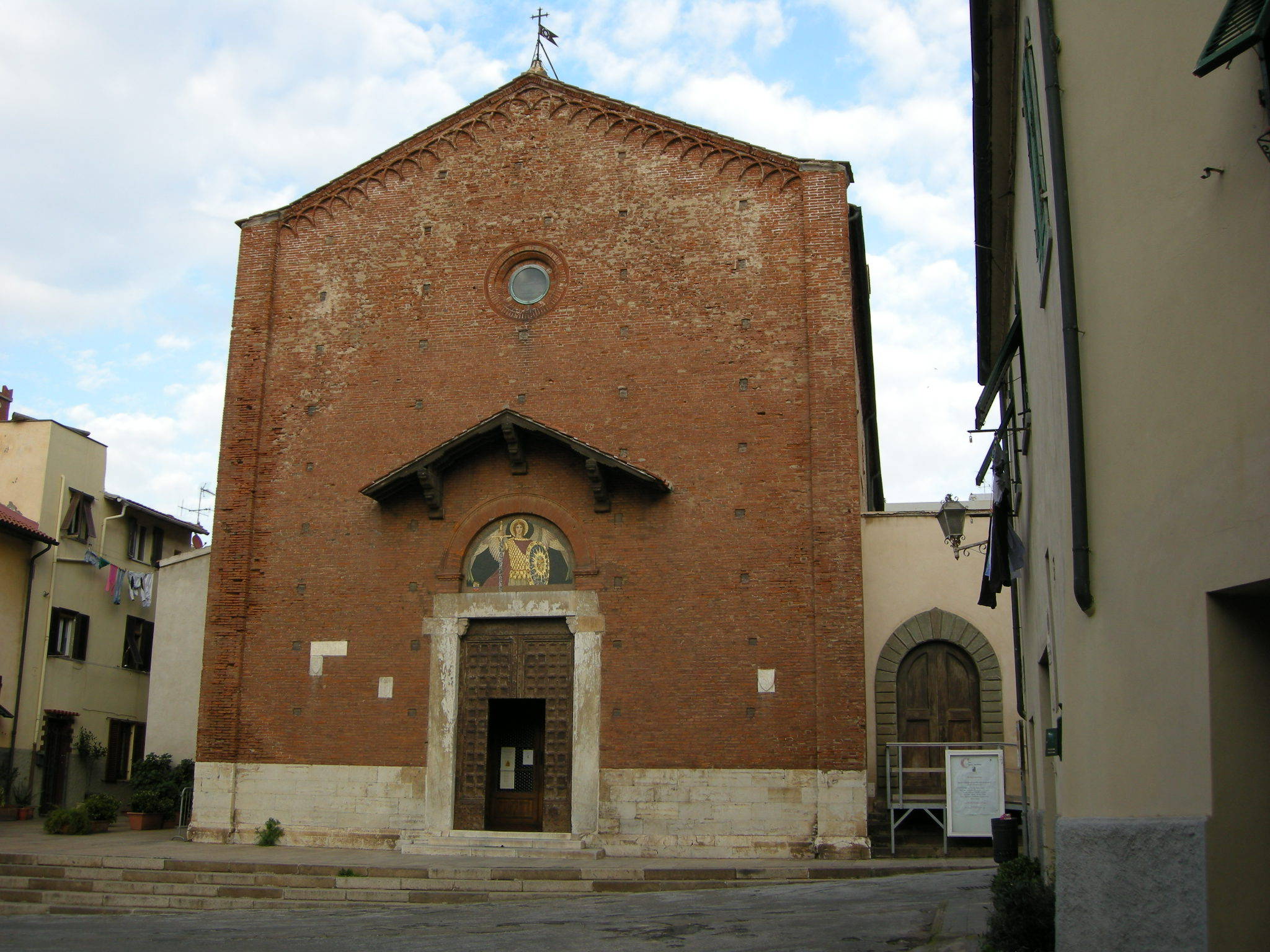
Собор святого Анфима
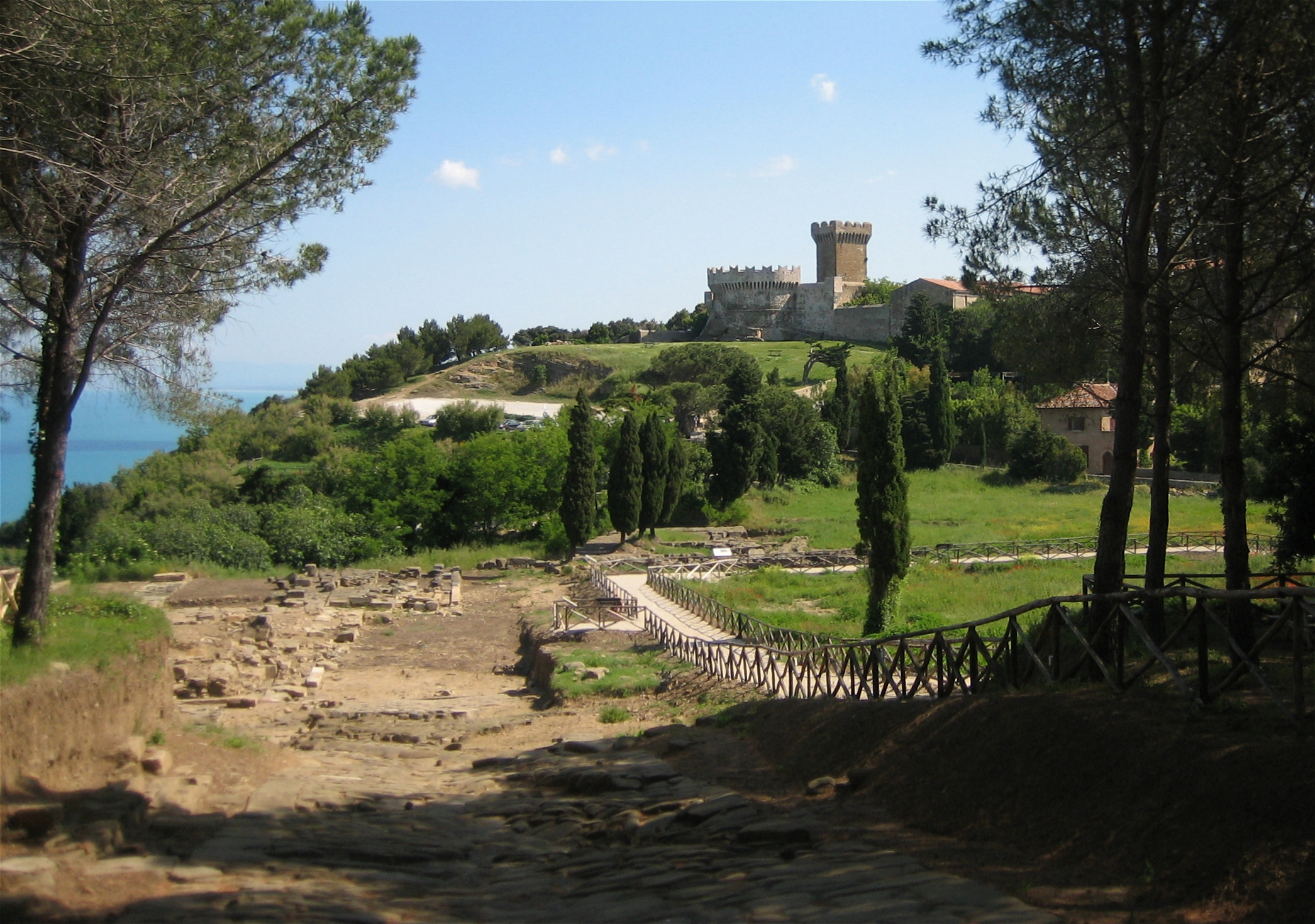
Акрополь Популонии
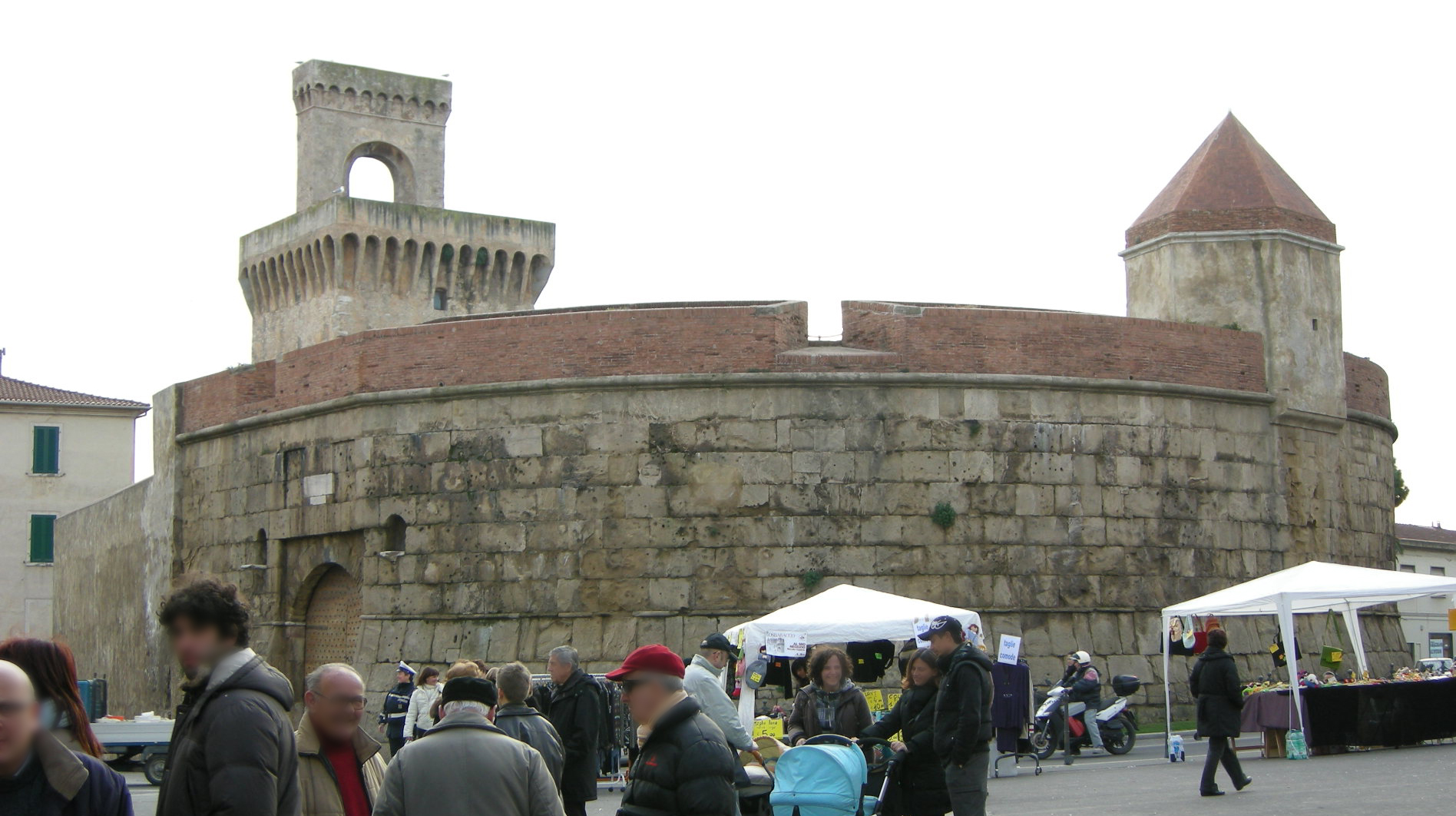
Крепостная башня и равелин
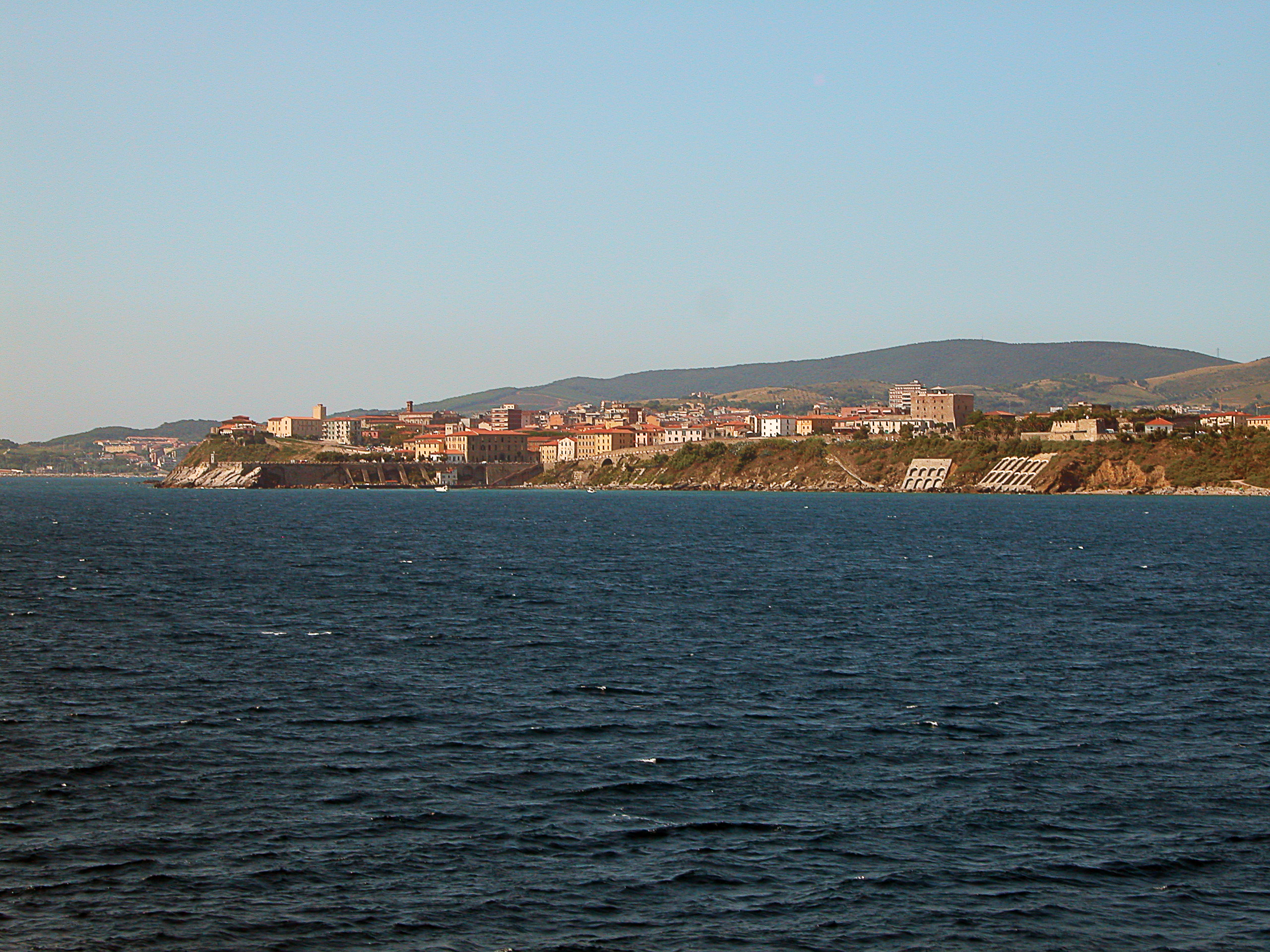
Вид на Пьомбино с моря